# 大兆街道
大兆街道，是中华人民共和国陕西省西安市长安区下辖的一个乡镇级行政单位。

## 行政区划
大兆街道下辖以下地区：
北街社区、大兆村、寨子村、司马村、庞留村、庞井村、高寨村、章曲村、康王井村、新庄村、东曹村、中兆村、兆寨村、西南村、西北村、小井村、二府井村、郭庄村、三益村、甘寨堡村、甘寨村、东伍村、孟家岩村、友联村、三联村、倪家滩村、酒铺村、杜家岩村、常兴村、秦沟村和赵湾村。